# Barbula microcalycina
Barbula microcalycina är en bladmossart som beskrevs av Robert Earle Magill 1981 [1982. Barbula microcalycina ingår i släktet neonmossor, och familjen Pottiaceae. Inga underarter finns listade i Catalogue of Life.